# Каракулас
Каракулас е планински рид в най-източната част на Западните Родопи, издигащ се между река Арда и левите ѝ притоци Давидковска и Боровица, на територията на области Кърджали и Смолян.
Ридът Каракулас представлява крайно югоизточно разклонение на Переликско-Преспанския дял на Западните Родопи. На север долината на река Боровица го отделя от най-североизточния рид на Переликско-Преспанския дял – Синивръшкия, а на юг долините на Арда и левият ѝ приток Давидковска – от останалата част на Переликско-Преспанския дял и рида Жълти дял на Източните Родопи. Простира се от северозапад на югоизток на около 20 км, а ширината му достига до 12 км.
Има тясно неравно било, което на запад е разположено на височина от 1300 до 1400 м, а на югоизток към опашката на язовир „Кърджали“ се понижава до 1000 – 1100 м. В западната му висока част се издига и най-високият му връх Чиляка (1459 м), разположен на около 2 км западно от село Безводно. Склоновете му са стръмни и силно опороени. Изграден е от терциерни вулканични скали – риолити, андезити, латити, туфи и туфити. почти напълно обезлесен.
По опороените и обезлесените му склонове са пръснати стотици махалици, които са части от 9 села: Аврамово, Безводно, Дойранци, Ненково, Песнопой, Планинско, Рибен дол, Русалско и Сполука.

## Топографска карта
- Лист от карта K-35-75. Мащаб: 1 : 100 000.